# 보수대로
보수대로(Bosu-daero Road, 寶水大路, 부산광역시도 제51호선의 일부)는 부산광역시 중구 남포동6가 자갈치 교차로와 사상구 학장동 구덕터널 북단까지 잇는 부산광역시의 도로이다. 이 도로는 보수천(寶水川)이라는 하천을 복개하여 만든 도로이기 때문에 '보수로'로 하였다가 도로명 정비로 보수대로가 되었다. 전 구간 부산광역시도 제51호선에 속한다. 구덕터널 북단에서 학감대로와 직결된다.

## 역사
- 2009년 7월 8일 : 2개 이상 구·군에 걸쳐 있는 도로로 보수대로를 고시[1]

## 주요 경유지
부산광역시
- 중구 - 서구 - 사상구

## 노선
| 이름                    | 접속 노선                                                                | 소재지     | 소재지          | 비고        |
| ----------------------- | ------------------------------------------------------------------------ | ---------- | --------------- | ----------- |
| 자갈치 교차로           | 국도 제2호선 국도 제77호선 부산광역시도 제61호선 (구덕로) 자갈치로15번길 | 부산광역시 | 서:서구 동:중구 | 시점        |
| 부평 교차로             | 부산광역시도 제5103호선 (흑교로) 광복로 까치고개로                       | 부산광역시 | 서:서구 동:중구 |             |
| 부민 교차로             | 부산광역시도 제6301호선 (대청로)                                         | 부산광역시 | 서:서구 동:중구 |             |
| 흑교사거리              | 부산광역시도 제5103호선 (흑교로)                                         | 부산광역시 | 서:서구 동:중구 |             |
| 동대사거리 (대영고가교) | 부산광역시도 제10호선 (대영로)                                           | 부산광역시 | 서구            |             |
| 구덕사거리              | 부산광역시도 제1004호선 (망양로)                                         | 부산광역시 | 서구            |             |
| 구덕터널                |                                                                          | 부산광역시 | 서구            | 연장 1,870m |
| 구덕터널                | 사상구                                                                   | 부산광역시 |                 | 연장 1,870m |
| 학감대로와 직결         |                                                                          |            |                 |             |

## 주요 건물 및 시설
- 한국전력공사 부산전력관리처 (부산광역시 중구 보수대로 21)
- 보수종합시장 (부산광역시 중구 보수대로 94)
- 부산서여자고등학교 (부산광역시 서구 보수대로 202-6)
- 부산여자중학교 (부산광역시 서구 보수대로 282-23)
- 구덕초등학교 (부산광역시 서구 보수대로 312)